# Igreja de Santana (Talaulim)
A Igreja de Santana é um monumento religioso localizado no distrito de Santana em Goa Velha, no estado indiano de Goa. Esta igreja do século XVII é um exemplo importante da arquitetura barroca portuguesa construída no Estado da Índia.

## História
O início da sua construção data de 1577 pelo monsenhor Francisco do Rego (1681–1689), sendo concluída em 1695 pelo seu sucessor, o reverendo padre António Francisco da Cunha.

### Ponto de referência
A Igreja de Santana foi declarada Monumento Nacional durante a administração portuguesa pela portaria governamental n.º 1360 de 31 de março de 1931. Nesta portaria estiveram também a Basílica do Bom Jesus, Sé de Santa Catarina, Igreja e Convento de São Francisco, o Convento de Santa Mónica e a Igreja da Nossa Senhora da Divina Providência e Convento de São Caetano.[carece de fontes?] Estes monumentos no seu esplendor arquitetónico estão localizados em Goa Velha, a antiga capital da Índia Portuguesa.
Após a anexação de Goa pela Índia em 1961, enquanto os edifícios mencionados acima eram adotados como monumentos nacionais pelo Serviço Arqueológico da Índia (ASI) e eficazmente ocupados, a Igreja de Santana foi singularmente negligenciada e sofreu com os estragos do tempo e com a negligência humana, tendo as partes da sua estrutura em condições precárias.[carece de fontes?]
A Igreja de Santana está sob os cuidados do World Monuments Fund (Fundo Mundial de Monumentos). As reparações urgentes e o fortalecimento dos alicerces ocorreram em 2007, com a assistência do governo de Goa.